# 科学論
科学論（かがくろん、英: Science studies）とは、科学哲学、科学史、科学社会学を融合した学問の一分野。サイエンス・スタディーズとも。カルチュラル・スタディーズと対比される。

## 概要
科学哲学や科学史の歴史は19世紀中半に遡ることができるが、科学論研究の基本的骨格が形成されたのは1920年代～1930年代であるとされる。科学哲学における論理実証主義、科学史におけるインターナル・アプローチ、科学社会学におけるマートン・ノルムは、科学を単に記述するだけでなく、科学・科学者のあるべき姿を模索するという意味で規範的アプローチをとるものの、科学を真理の探究を目的とする客観的知識とみる点で共通しており、科学と科学論は共存共栄する関係にあった。20世紀後半になって、科学の産業化が進むと、より規範的アプローチが重視されるようになり、科学と科学者の社会責任・民主的コントロールが問題とされるようになった。

## 科学知識の社会学（SSK）
1960年代～1970年代にかけてトーマス・クーンのパラダイムという概念をめぐる論争が展開されるのと並行して、科学社会学の内部に新しい動向が現れた。科学理論や概念の内容そのものを分析するようになったのである。ロバート・キング・マートンらとの仕事の違いを示すため、これらの取り組みは科学知識の社会学（Sociology of Scientific Knowledge：SSK）と総称された。
1980年代から、科学史、科学哲学、科学社会学に、文化人類学や歴史学なども組み入れた総合的な領域を「科学論（science studies）」と呼ぶようになった。SSKは、この時期の科学論を代表するものであった。